# Augustine Heard & Co.
Augustine Heard & Co. (瓊記洋行) — одна из крупнейших американских торговых фирм (hong, 行), участвовавших в торговле с цинским Китаем в XIX веке. Основана в 1840 году Огастином Хердом и его партнёром Джозефом Кулиджем, большую часть своей истории находилась под управлением семьи Херд, а именно — четырёх племянников Огастина Херда. Специализировалась на различных экспортно-импортных операциях, долгое время главными товарами являлись опиум, чай, шёлк и хлопок. 
Со временем Augustine Heard & Co. расширила ассортимент своих торговых операций (рис, уголь, пальмовое масло), а также занялась судоходством и предоставлением финансовых услуг. Представители семьи Херд играли активную роль в американской внешней политике на Дальнем Востоке, косвенно влияя на ход Опиумных войн и заключение Тяньцзиньских трактатов. Херды, в отличие от других успешных торговых династий Новой Англии, не перебрались в Бостон или Сейлем, а приняли решение остаться в родном Ипсуиче. Несмотря на обширные деловые интересы в Китае, Японии и Западной Европе, в 1875 году Augustine Heard & Co. обанкротилась.

## История

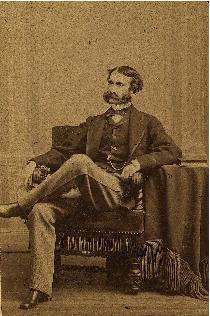
Огастин Херд

### Основание и расцвет
Augustine Heard & Co. была основана в китайском порту Кантон в 1840 году. Учредителями компании выступили Огастин Херд и его партнёр Джозеф Кулидж (1798—1879). Ранее по состоянию здоровья Огастин Херд был вынужден покинуть Китай и вернуться в родной Ипсуич (штат Массачусетс), однако в 1841 году он вместе с 17-летним племянником Джоном Хердом вновь приехал в Кантон и до 1844 года непосредственно руководил компанией. Во время Первой опиумной войны Augustine Heard & Co. выступала посредником между британской Jardine, Matheson & Co. и властями Китая. После войны Херды были одними из немногих, кто пережил беспорядки в Кантоне, они сосредоточились на поставках в Китай индийского опиума, а также на экспорте в Новую Англию китайского чая, шёлка и хлопка.
В этот период дела у Augustine Heard & Co. шли хорошо, во многом благодаря использованию быстроходных клиперов и внедрению первых пароходов. С 1844 года Огастин Херд совершил множество деловых поездок по миру, передав руководство фирмой своим племянникам. До 1852 года Augustine Heard & Co. возглавлял Джон Херд, затем во главе компании встал его младший брат Огастин Херд II, который в 1855 году стал первым западным торговцем, получившим разрешение торговать в Сиаме. С конца 1856 года в связи со Второй опиумной войной ради безопасности бизнеса операции Augustine Heard & Co. стали постепенно перемещаться в Гонконг, а осенью 1857 года главный офис фирмы окончательно перебрался из Кантона в британскую колонию. Отделения Augustine Heard & Co. работали в Фучжоу, Шанхае и Иокогаме, агенты имелись во многих «открытых» по Нанкинскому договору портах Китая.
К 1857 году ежегодная прибыль Augustine Heard & Co. составляла от 180 тыс. до 200 тыс. долларов. С момента отъезда Огастина Херда (1844) и до переноса штаб-квартиры в Гонконг (1857) главными партнёрами компании были Джозеф Кулидж, Джон Херд, Джордж Бэзил Диксвелл, Джозеф Робертс, Огастин Херд II и Альберт Фарли Херд. Чай занимал очень важное место в товарообороте Augustine Heard & Co., однако наибольшую прибыль приносила контрабандная торговля индийским опиумом, который в прибрежных водах перегружался на суда китайских компрадоров. В 1858 году китайские власти были вынуждены разрешить легальный ввоз опиума в страну, цены на него упали и наркоторговля перестала приносить сверхприбыли. К тому же, власти США запретили своим гражданам поставлять опиум в Китай, хотя Augustine Heard & Co. ещё некоторое время занималась операциями с наркотиками. К началу 1860-х годов закупки компании достигли 1,5 млн долларов; лишь четверть всех товаров закупалась за собственные средства Augustine Heard & Co., остальные приобретались за счёт кредитов, предоставленных различными банками (в том числе лондонским Baring Brothers & Co.).
Немаловажную роль в деятельности компании играли грузоперевозки по реке Янцзы, обслуживание судоходных линий из Гонконга в Сан-Франциско, Бостон, Сиам, Японию и Западную Европу, торговля пароходами, которые фирма импортировала из США. К середине XIX века Augustine Heard & Co. была второй или третьей по величине американской торговой компанией, действовавшей в Китае. Кроме ведения экспортно-импортного бизнеса фирма выступала в качестве торгового агента для крупных международных компаний, в том числе для ливерпульской John Swire & Sons (в 1861 году из-за начала Гражданской войны в США Свайры начали закупать сырой хлопок в Китае). В 1864 году Augustine Heard & Co. наряду с другими крупнейшими торговыми домами Гонконга поддержала идею создания The Hongkong and Shanghai Banking Corporation (от компании в комитет по основанию первого банка, ориентированного на рынок Гонконга, входил Альберт Фарли Херд).

### Упадок и разорение
В конце 1850-х годов Джон Хердт вернулся в Китай и вновь встал у руля Augustine Heard & Co., а Огастин Херд II возглавил европейское представительство компании (проживая с супругой в Париже, он активно лоббировал интересы семьи в Британии, Франции, Бельгии и России). В 1867 году Augustine Heard & Co. и американская Russell & Company разделили между собой рынок речных перевозок в Китае: первая сосредоточилась на пароходных линиях между Гонконгом, Кантоном и Макао, а вторая монополизировала судоходство по Янцзы. Позже пост главы Augustine Heard & Co. занял Альберт Фарли Херд, которого сменил его брат Джордж Вашингтон Херд младший, остававшийся в Китае вплоть до разорения семейной компании. До начала 1870-х годов Augustine Heard & Co. процветала, однако затем столкнулась с финансовыми трудностями и весной 1875 года обанкротилась (доверенным лицом при ликвидации Augustine Heard & Co. выступила гонконгская компания Jardine, Matheson & Co.).
Имеется несколько причин разорения Augustine Heard & Co. Во-первых, в США у компании был агент Everett & Co., который незаконно присвоил фонды. Во-вторых, со свёртыванием торговли опиумом в Китае исчезли возможности для получения лёгких и больших прибылей. В-третьих, самый способный из братьев — Огастин Херд II — после 1871 года не был в Китае. После 1875 года братья Херд попытались продолжить бизнес под другим именем, но в 1876 году окончательно отказались от этой затеи.
В США Джон, Огастин и Альберт Фарли Херды в 1861—1865 годах владели одноимённой фирмой Augustine Heard and Company, которая занималась поставками в Китай пароходов, импортом из Китая различных товаров, страхованием морских судов и грузов. 31 мая 1865 года Augustine Heard and Company по взаимному согласию акционеров была распущена, 5 августа 1875 года Джон, Огастин и Альберт Фарли Херды были индивидуально признаны судом банкротами (судебные тяжбы по этому делу тянулись ещё несколько лет).

## Ключевые фигуры

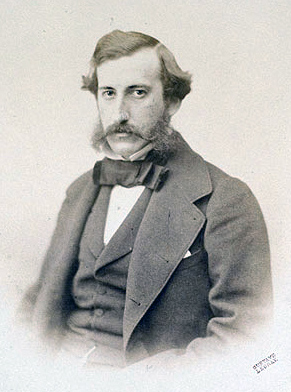
Альберт Фарли Херд

На протяжении почти всей истории Augustine Heard & Co. компанией управляли члены семьи Херд, прежде всего племянники Огастина Херда, сыновья его родного брата Джорджа Вашингтона Херда — Джон, Огастин, Альберт Фарли и Джордж Вашингтон младший. Сам Джордж Вашингтон Херд (1793—1863) занимался другим бизнесом и не имел прямого отношения к компании старшего брата и сыновей.
Огастин Херд (1785—1868) родился в Ипсуиче (штат Массачусетс) в купеческой семье. Его отец Джон Херд (1744—1834) занимался производством алкогольных напитков, импортировал ром из Вест-Индии, а также снабжал каперов всем необходимым. Его старший брат Дэниел (1778—1801) плавал на торговых судах и умер молодым в Кантоне от болезни. В 1805 году Огастин Херд приплыл в Калькутту в качестве торгового агента бостонского купца Эбенезера Фрэнсиса, затем успешно занимался торговлей, плавая из Ипсуича в Южную Америку, Британию и Индию. В 1830 году Херд прибыл в Кантон, где нанялся на работу в американскую фирму Russell & Company, вскоре стал партнёром, однако в 1834 году из-за слабого здоровья был вынужден вернуться в Бостон.
В США Херд сблизился со своими племянниками, в 1836 году занялся самостоятельным бизнесом. В 1838 году в Russell & Company начались внутренние разногласия, после которых Херд и его партнёр Джон Мюррей Форбс (выходец из среды «бостонских браминов») решили выйти из бизнеса и основать собственную компанию. В 1840 году вместе со своим давним другом Джозефом Кулиджем Херд основал Augustine Heard & Co. (Форбс к тому времени вернулся в Бостон, где основал инвестиционную компанию J.M. Forbes & Co.). После возвращения в 1848 году из-за границы Херд основал с братом и другими родственниками Ipswich Manufacturing Company.
Огастин Херд II (1827—1905) как и дядя родился в Ипсуиче, после окончания Гарвардского колледжа (1847) прибыл в Китай для участия в семейном бизнесе, в 1852 году вернулся в Кантон и возглавил Augustine Heard & Co., затем представлял интересы фирмы в Европе. После роспуска компании служил американским консулом в Корее (1890—1894), много путешествовал, был награждён бельгийским орденом Леопольда I. Его дочь Хелена была женой германского дипломата и востоковеда Макса фон Брандта, сына прусского генерала Августа Генриха фон Брандта.
Альберт Фарли Херд (1833—1890) также родился в Ипсуиче, после окончания Йельского университета (1853) присоединился к семейному бизнесу в Китае, в 1868 году женился на дальней родственнице французского адмирала де Грасса. В дополнение к своим коммерческим обязанностям Альберт служил генеральным консулом России в Шанхае, а также был совладельцем Шанхайского крикет-клуба (в 1860 году вместе с партнёрами купил под него землю у Шанхайского ипподрома). После банкротства Augustine Heard & Co. был представителем Lowell Gun Company в России, представителем правительства Китая в России, руководил металлургическим заводом во Франции, затем служил личным секретарём военного министра США Эндикотта и библиотекарем армии США, издал книгу по истории Русской православной церкви.
Джордж Вашингтон Херд младший (1837—1875) также родился в Ипсуиче, учился в Гарварде и Женеве, увлекался альпинизмом. Он прибыл в Китай в 1858 году в составе американской делегации на переговорах по Тяньцзиньскому договору, был свидетелем британской атаки на крепости Дагу, после чего присоединился к семейной фирме в Кантоне. Возглавлял Augustine Heard & Co. вплоть до её разорения в 1875 году, был последним из братьев, кто покинул Гонконг, умер на борту судна по дороге в США.

## Память и наследие

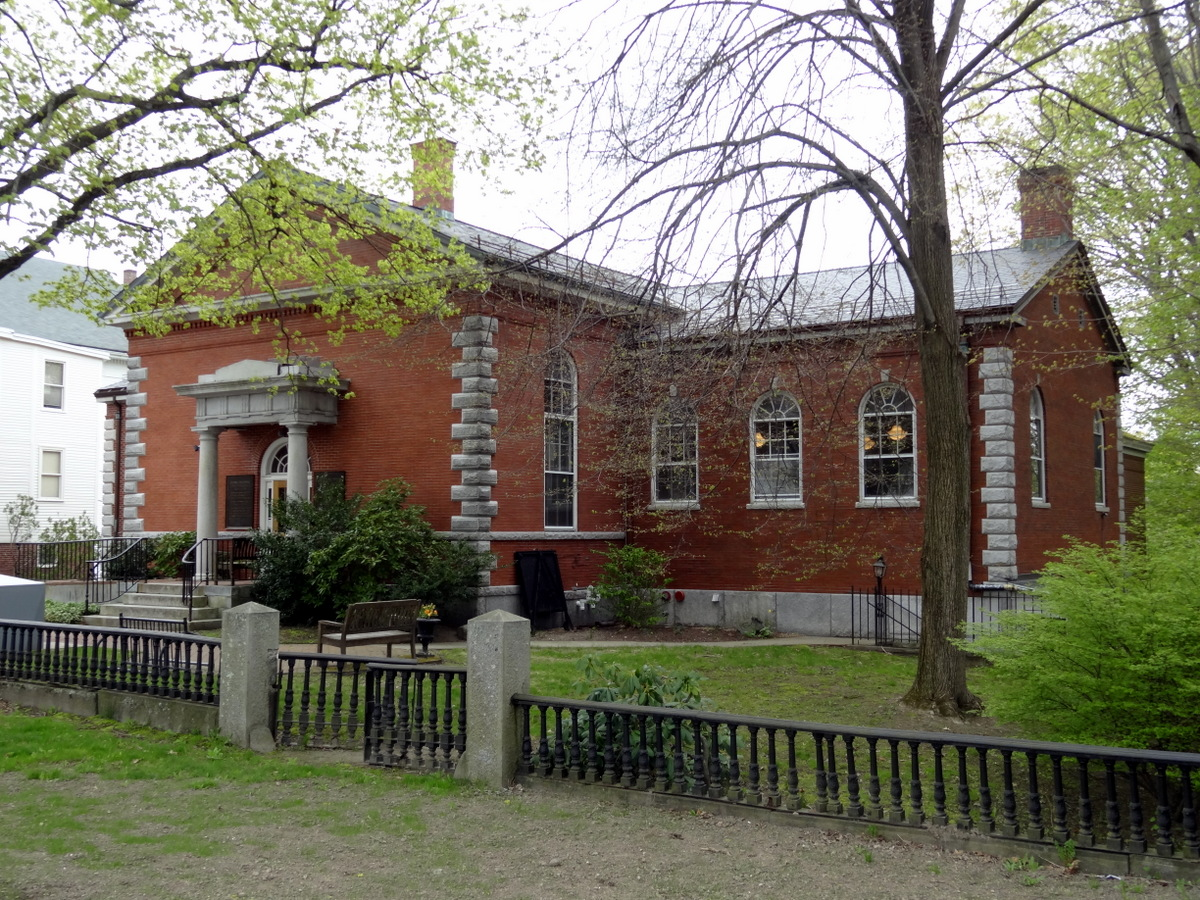
Публичная библиотека Ипсуича

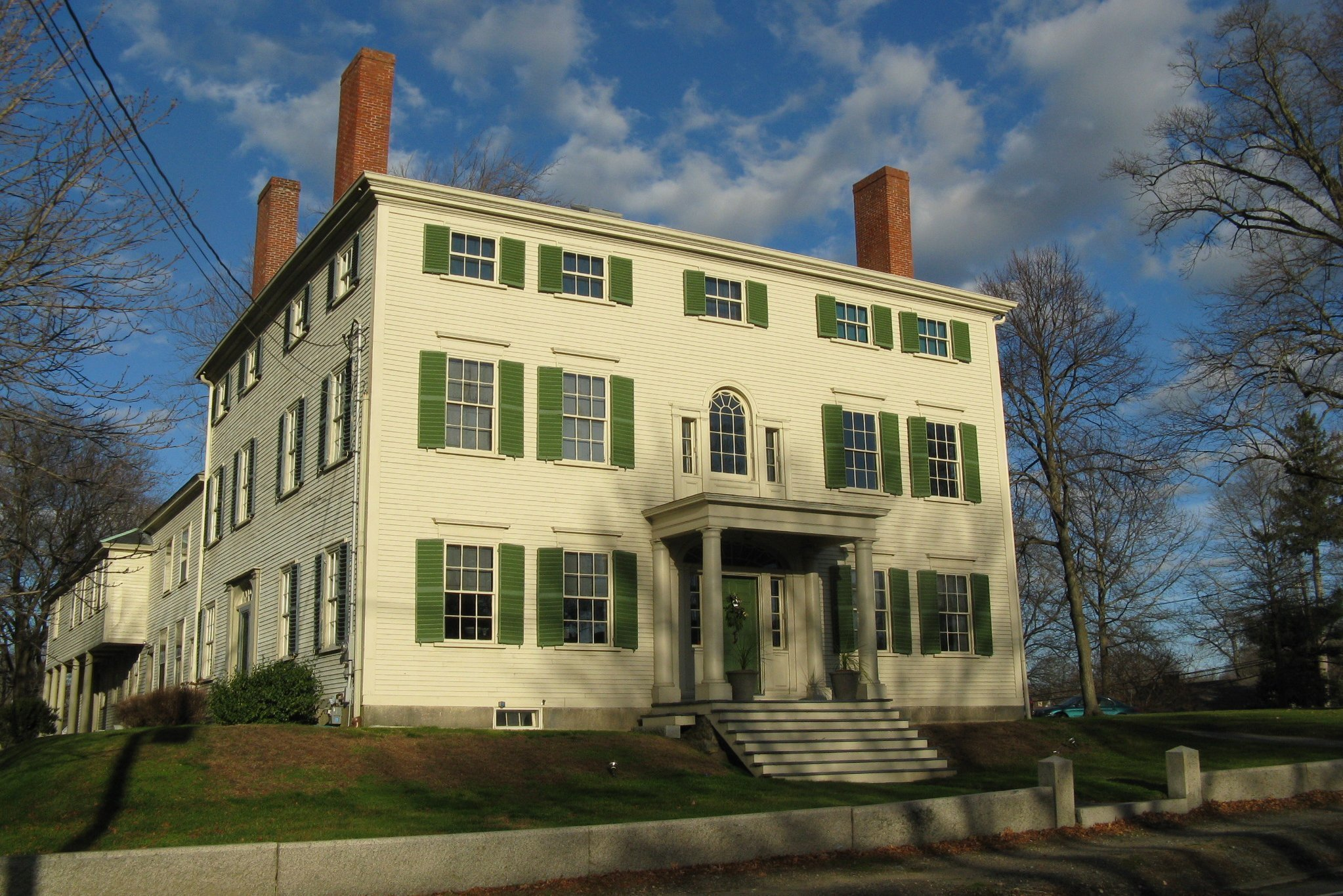
Дом Хердов в Ипсуиче

Огастин Херд подарил родному городку Ипсуич в Массачусетсе публичную библиотеку, существующую и сегодня (Херд выбрал место, купил земельный участок, наблюдал за проектом здания, назначил первого библиотекаря и подарил 3 тыс. томов, но не дожил до дня открытия).
Музей Ипсуича, основанный в 1890 году как Историческое общество Ипсуича (Ipswich Historical Society), базируется в доме семьи Херд. Построенный в конце XVIII века, в 1939 году дом был продан историческому обществу Элис Херд (сама Элис проживала в доме до своей смерти в 1953 году). В музее хранится часть китайской коллекции, собранной членами семьи Херд.
В библиотеке Бейкера (Гарвардская школа бизнеса) хранится обширный архив семьи Херд и Augustine Heard & Co., сложенный из четырёх партий документов.
В Гонконге штаб-квартира Augustine Heard & Co. располагалась в центре города, рядом с кафедральным собором Сент-Джонс. Здание было построено на Правительственном холме (современный Центральный район) и в нём в 1840-х годах проживали первые губернаторы колонии. После разорения Augustine Heard & Co. в 1875 году здание использовалось под один из офисов The Hongkong and Shanghai Banking Corporation и консульство России, в 1915 году его выкупило и перестроило Парижское общество заграничных миссий.

## Комментарии
1. ↑  Во время Американской революции каперы нападали на британские суда и блокировали подконтрольные британцам порты. В соответствии с британскими законами эта деятельность считалась преступной, но приносила большие прибыли как каперам, так и предпринимателям, финансировавшим их.